# Gobernación de Beni Suef
La Gobernación de Beni Suef (en idioma árabe: بني سويف traducción Bani Suwaif) es una de las veintisiete gobernaciones de la República Árabe de Egipto. Está ubicada en el centro del país. Su capital es la ciudad del mismo nombre, Beni Suef, localizada a unos 120 kilómetros al sur de El Cairo en la orilla oeste del río Nilo. El área es conocida en Egipto por sus fábricas de cemento. La cercana pirámide de Meidum es la única atracción turística de la zona.
Esta gobernación es una de las más pobres de Egipto y, al estar tan cerca de la capital del país, resulta algo incómodo para El Cairo. La gente de negocios no siente la necesidad de invertir dinero en el área, y esto es sentido negativamente por los habitantes del lugar. 

## Distritos con población estimada en julio de 2017
- Al-Fashn 470,846
- Al-Wāsiṭā 493,368
- Banī Suwayf 431,278
- Bibā 469,488
- Ihnāsiyā 391,721
- Madīnat Banī Suwayf al-Jadīdah 27,873
- Nasser 373,510
- Sumusṭā al-Waqf 277,235

## Demografía
Su territorio ocupa una superficie de unos 1.322 kilómetros cuadrados, que son el hogar de 2.290.527 egipcios (censo del año 2006). La densidad poblacional de la Gobernación de Beni Suef es de 1.733 personas por cada kilómetro cuadrado.